# Кутьин, Александр Станиславович
Алекса́ндр Станисла́вович Кутьи́н (род. 13 февраля 1986, Елец, Липецкая область) — российский футболист, нападающий.

## Биография
Воспитанник елецкого футбола. В 2004—2007 годах выступал за «Елец» во втором дивизионе, в 116 играх забил 33 гола; оформил два хет-трика. Следующие четыре сезона провёл в липецком «Металлурге» (первую половину сезона-2010 отыграл в «Тюмени»). С 2012 года — игрок тульского «Арсенала», с которым за два сезона вышел из ПФЛ в премьер-лигу. В январе 2016 вместе с Кашчеланом и Сухаревым перешёл в «Тосно». Вышел с командой в премьер-лигу, но в июне 2017 расторг контракт по соглашению сторон и перешёл в «Енисей» к Дмитрию Аленичеву, с которым ранее работал в «Арсенале». По итогам сезона вышел с командой в премьер-лигу. В июне 2019 покинул команду, вылетевшую из РПЛ и вскоре перешёл во владивостокский «Луч». Летом 2020 вернулся в «Металлург», подписав контракт на 2 года.
Завершил карьеру в любительском клубе «Елец» в конце 2023 года.

## Достижения
«Металлург» Липецк
- победитель зоны «Центр» Второго дивизиона (выход в ФНЛ)
- Лучший нападающий в зоне «Центр» сезона 2011/12[6]
- Лучший бомбардир команды в 2008, 2011/12

«Арсенал»
- победитель зоны «Центр» Второго дивизиона 2012/13 (выход в ФНЛ)
- второе место в первенстве ФНЛ 2013/14 (выход в РФПЛ)
- Лучший игрок зоны «Центр» Второго дивизиона сезона 2012/13[7]
- Лучший нападающий зоны «Центр» второго дивизиона сезона 2012/13
- Лучший бомбардир зоны «Центр» второго дивизиона сезона 2012/13[8]
- Лучший бомбардир ФНЛ сезона 2013/14

«Тосно»
- второе место в первенстве ФНЛ 2016/17 (выход в РФПЛ)

«Енисей»
- третье место в первенстве ФНЛ 2017/18 (выход в РФПЛ по итогам стыковых матчей)